# Regent (Diamant)

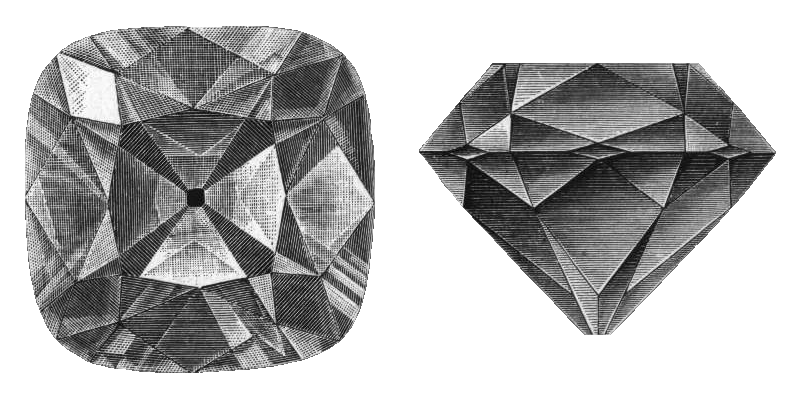
Regent (Diamant)

Der Diamant Regent, 140,5 Karat (28,1 g) stammt aus Golkonda, Indien und wurde 1717 von Philippe II. de Bourbon, duc d’Orléans von dem seinerzeit berühmten Reisenden und Edelsteinhändler Jean-Baptiste Tavernier erworben. Er war zu seiner Zeit einer der größten Diamanten der Welt.
Der Stein war bereits 1702 gefunden worden und in den Besitz des Gouverneurs von Madras, Thomas Pitt d. Ä., gelangt. Pitt sandte ihn nach England, wo er zu einem 140,50 ct. großen Diamanten geschliffen wurde. Im Jahre 1717 wurde der Diamant an Philippe II., den Herzog von Orleans – Regent von Frankreich – verkauft. Seit diesem Zeitpunkt ist der Diamant als "Regent" bekannt. Er wurde in die Krone von Louis XV. eingesetzt, die er zu seiner Krönung im Februar 1723 trug. In späteren Monturen wurde der Stein von der Königin Maria Leszczyńska im Haar und von Marie-Antoinette auf einem schwarzen Samthut getragen. Bei der Plünderung der Schatzkammer in den Revolutionswirren von 1792 verschwand der Stein zunächst, wurde aber im Folgejahr sichergestellt und vom Directoire mehrmals als finanzielle Sicherheit für Militärlieferungen eingesetzt. In den Jahren 1797–1798 war der "Regent" an den Berliner Unternehmer Sigmund Otto Joseph von Treskow verpfändet, 1798–1801 an den Bankier Ignace-Joseph Vanlerberghe in Amsterdam. Napoleon löste den Stein 1801 ein und ließ ihn in sein Paradeschwert montieren, das er 1804 zu seiner Krönung trug. Als der Kaiser 1814 ins Exil nach Elba ging, brachte Marie Louise von Österreich, seine zweite Frau, den Diamanten nach Wien. Ihr Vater, Kaiser Franz II., führte ihn nach Frankreich zurück, wo er wieder Teil der französischen Kronjuwelen wurde. 1825 trug Charles X. den Regent zu seiner Krönung. Er blieb in der Krone bis zur Zeit von Napoleon III. und wurde später in ein griechisches Diadem gefasst, das für die Kaiserin Eugénie de Montijo entworfen wurde. Als die Deutschen 1940 in Paris einmarschierten, wurde der Regent nach Schloss Chambord gebracht, wo er hinter einer Steintafel versteckt wurde. Nach dem Krieg fand er seinen Weg nach Paris zurück, seitdem wird er in der Apollo Galerie des Louvre ausgestellt.
Der Regent war auch Namensgeber der gleichnamigen Rebsorte.